# 4094 Aoshima
4094 Aoshima (1987 QC) là một tiểu hành tinh vành đai chính được phát hiện ngày 26 tháng 8 năm 1987 bởi Minoru Kizawa và Watari Kakei ở Shizuoka.